# Tmarus geayi
Tmarus geayi är en spindelart som beskrevs av Lodovico di Caporiacco 1954. Tmarus geayi ingår i släktet Tmarus och familjen krabbspindlar.
Artens utbredningsområde är Franska Guyana. Inga underarter finns listade i Catalogue of Life.